# Mitty Collier
Mitty Lene Collier (Birmingham (Alabama), 21 juni 1941) is een Amerikaanse gospel-, r&b- en soulzangeres. Ze had een aantal succesvolle platen in de jaren 1960, waarvan waarschijnlijk de bekendste I Had A Talk With My Man is.

## Biografie
Mitty Collier is het zevende kind van Rufus en Gertrude Collier en ging naar de Western-Olin High School, het Alabama A & M College en het Miles College, waar ze afstudeerde in Engels. Ze begon als tiener in de kerk te zingen en toerde met gospelgroepen, het Hayes Ensemble en de Lloyd Reese Singers, voordat ze rhythm-and-blues begon te zingen in lokale clubs om haar hbo-opleiding te helpen subsidiëren. In 1959, tijdens een bezoek aan Chicago, deed ze mee aan de talentenjacht van DJ Al Benson in het Regal Theatre, waar ze zes weken lang won en haar een plaats op een affiche met B.B. King en Etta James als prijs opleverde. Dit bracht haar onder de aandacht van Ralph Bass van Chess Records, die haar een platencontract aanbood.
Ze nam op voor het Chess-label van 1961 tot 1968 en bracht 15 singles en één album uit, voornamelijk geproduceerd door Billy Davis. Haar eerste plaat was Gotta Get Away From It All, wat geen hit werd. Haar eerste echte succes kwam in 1963 met I'm Your Part Time Love, een antwoordplaat op Little Johnny Taylors Part Time Love. Het bereikte #20 in de Billboard r&b-hitlijst en werd gevolgd door I Had A Talk With My Man, een geseculariseerde versie van James Clevelands gospelnummer I Had A Talk With God Last Night. De georkestreerde ballad bereikte #41 in de Billboard Hot 100 en #3 in de Cashbox r&b-hitlijst en werd haar bekendste nummer, later gecoverd door o.a. Dusty Springfield, Jackie Ross en Shirley Brown. Haar volgende plaat No Faith, No Love, was ook een bewerking van het nummer No Cross, No Crown van James Cleveland en bereikte #29 in de Billboard r&b-hitlijst en #91 in de pophitlijst. Ze bracht in 1965 het album Shades Of A Genius uit. Haar laatste hit in 1966 was Sharing You (#10 op de r&b-hitlijst, #97 pop). Ze verliet Chess in 1968 na het opnemen van een single, een nieuwe versie van Gotta Get Away From It All, opgenomen in de FAME Studios in Muscle Shoals met producent Rick Hall. Ze nam toen nog vijf singles en een album op bij het Peachtree-label van William Bell in Atlanta, Georgia. In 1971 ontwikkelde ze echter poliepen op haar stembanden, verloor ze haar zangstem en gaf ze haar seculiere muziekcarrière op.

## Latere carrière
Ze begon toen haar leven te wijden aan haar christelijke overtuigingen. Nadat haar stem was hersteld, nam ze verschillende albums met gospelmuziek op, waarvan op de eerste, The Warning in 1972, I Had A Talk With God Last Night stond. Latere albums waren onder meer Hold The Light (1977) en I Am Love (1987). Ze zette ook een telefonische gebedslijn voor bijbelstudie op en het gemeenschapsprogramma Feed-A-Neighbor (FAN), waarvoor ze in 1987 de sleutel van de stad Birmingham ontving. Ze werd predikant en werd in 1989 gewijd, later benoemd tot predikant van de More Like Christ (MLC) Christian Fellowship Ministries in Chicago. Ze heeft ook gewerkt aan de Universiteit van Chicago, waar ze toneelstukken schreef en gospelmuziek bleef zingen. Ze heeft een aantal andere humanitaire en andere onderscheidingen ontvangen, waaronder de Woman of Wonder Award 2000 van de National Council of Negro Women (NCNW). Op 25 juni 2019 plaatste The New York Times Magazine Mitty Collier tussen honderden artiesten, wiens materiaal naar verluidt werd vernietigd bij de brand in Universal Studios Hollywood van 2008.

## Discografie
- 1963	I'm Your Part Time Love (Chess Records)
- 1964	I Had A Talk With My Man (Chess Records)
- 1965	No Faith, No Love (Chess Records)
- 1966	Sharing You	(Chess Records)

### Albums
- 1965: Shades of a Genius (Chess Records)
- 1972: The Warning (2 A.M.)
- 1977: Hold The Light (Gospel Roots)
- 1987: I Am Love (New Sound)

- Bibliothèque nationale de France: cb139241839 (data)
- International Standard Name Identifier: 0000 0000 7144 1189
- Library of Congress Control Number: no2005068193
- MusicBrainz: 1f6949e2-f257-40f3-851e-e2e02271e398
- Virtual International Authority File: 142149294075280520038